# Сагайдачного, 18
ЖК «Saga City Space» — офісно-житловий комплекс, який займає ділянку № 18 на вулиці Петра Сагайдачного, що на Подолі у Києві.
Новобуд зведений в історичному ареалі Києва та зоні охорони пам'яток історії й архітектури, в межах заповідника «Стародавній Київ».

## Історія ділянки

### Кінотеатр

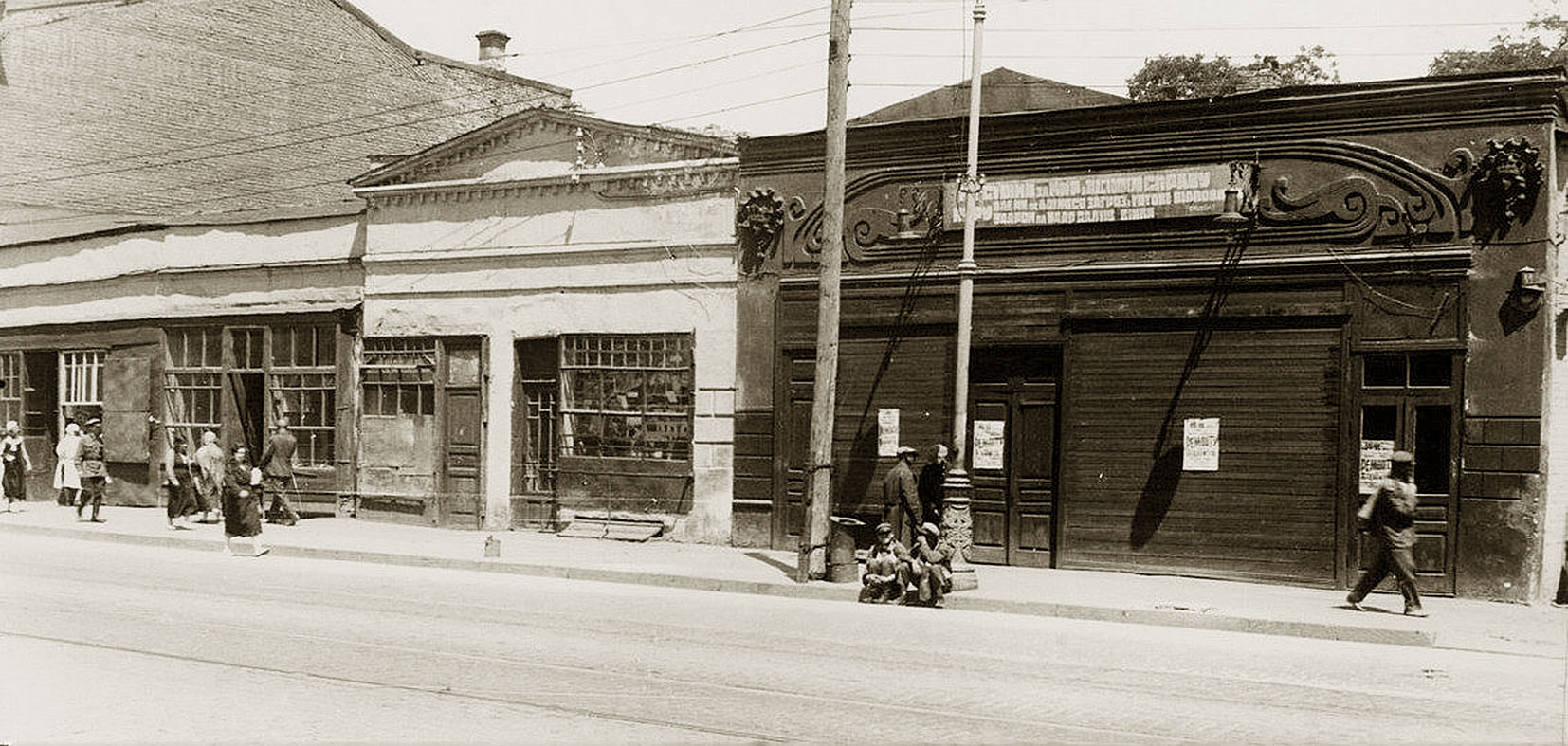
Кінотеатр «Буревісник» (праворуч)

На початку XX сторіччя на Подолі з'явився сінемотеатр (кінотеатр) «Арс». У довідкових виданнях за 1908 рік повідомлялось, що розважальний заклад відкрився на Контрактовій (Олександрівській) площі. У 1909—1916 роках він містився в одноповерховій дерев'яній будівлі на сучасній ділянці № 18 (за тогочасною нумерацією — № 40, а за пізнішою — № 14). Вхід розташовувався з боку вулиці, а вихід із зали вів до подвір'я. Кінотеатр не вміщав всіх охочих, тому поруч, в будинку № 42, відкрили ще один сінемотеатр «Регіна».
Близько 1922 року радянська влада націоналізувала будинок. Тоді ж кінотеатр перейменували на «Буревісник». У 1960-х роках кінотеатр працював без контролера. Маленький зал був завжди заповнений і безбілетникам просто не вистачало місць.
Кінотеатр проіснував до кінця 1970-х років, поки його не закрили через будівництво ділянки Оболонсько-Теремківській лінії Київського метрополітену. У березні 1987 року будівлю знесли. Тоді оголосили про намір упродовж двох років ввести в експлуатацію новий двозальний кінотеатр «Ілюзіон».

## Продаж ділянки

Фасад

1996 року Київське регіональне відділення Фонду державного майна України продало ділянку площею в 0,15 гектар із незавершеним будівництвом акціонерному товариству «Фінанси та Кредит Ріелті». За угодою передбачалось завершити кінотеатр. Однак згодом оголосили про наміри збудувати кредитно-фінансову установу.
2005 року в банку «Фінанси та кредит» фірма отримала іпотечний кредит під заставу земельної ділянки.
2015 року Національний банк України оголосив банк «Фінанси та кредит» неплатоспроможним. Розпочалось виведення його з ринку. У січні 2017 року на торгах у системі «Прозорро» продали товариству з обмеженою відповідальністю «Фінансова компанія „Локо“» активи банку, зокрема і ділянку на вулиці Петра Сагайдачного, 18, за понад 23 мільйони гривень. Згодом ділянку розділили на дві частини й продали різним компаніям. У лютому 2019 року ці фірми передали 0,15 гектар у власність товариству з обмеженою відповідальністю «Сага 18». Його заснували у вересні 2017 року інвестиційні фонди, які очолював Дмитро Овсій — юрист Андрія Вавриша, колишнього заступника директора департаменту містобудування й архітектури Київської міськадміністрації, а згодом власника компанії «Saga Development».

## Судові позови
Уперше за ділянку судились у 2018 році. Тоді фірма «Фінанси та Кредит Ріелті», яка викупила ділянку ще у 2005 році, звернулась із позовом до Окружного адміністративного суду Києва, щоб повернути своє майно. Однак 14 листопада 2018 року суд закрив провадження і ділянка залишилась у власності ТОВ «Сага 18».
2019 року тепер уже ТОВ «Сага 18» подало позов на Міністерство культури України. Відомство наголошувало, що ділянка розташована в межах Державного історико-архітектурного заповідника «Стародавній Київ» і буферної зони національного значення Андріївської церкви, в межах пам'ятки археології місцевого значення «Культурний шар Подолу», в охоронних архітектурній й археологічній зонах і зоні охорони пам'яток історії, затверджених рішеннями виконкому Київської міської ради народних депутатів № 920 від 16 липня 1979 року і № 976 від 10 жовтня 1988, рішенням Київського міського виконкому № 1112 від 17 листопада 1987, розпорядженням Київської міської державної адміністрації № 979 від 17 травня 2002, рішенням Київської міської ради № 370/1804 від 28 березня 2002 і наказом Міністерства культури України № 65 від 10 лютого 2014 року. Тому міністерство культури не надало дозволу на будівництво. Окрім того, у січні 2020 року товариство також отримало відмову від Державної архітектурної будівельної інспекції України, оскільки воно не надало низку погоджувальних документів, зокрема рекомендації Комітету всесвітньої спадщини ЮНЕСКО, дозволів від центрального органу охорони культурної спадщини.
«Сага 18» звернулась до Окружного адміністративного суду Києва з вимогою скасувати рішення міністерства культури. У липні 2019 року ці вимоги задовольнили. Суд обґрунтував своє рішення тим, що межі та режими використання історичного ареалу й зон охорони у Києві не затвердили у встановленому законом порядку, а ділянку на вулиці Петра Сагайдачного, 18, не внесли до Державного реєстру нерухомих пам'яток України, а отже міністерство не мало підстав відмовляти у дозволі.
Зрештою, 12 жовтня 2020 року, вже після завершення першого корпусу, Державна архітектурно-будівельна інспекція України видала забудовнику дозвіл на будівництво ділового центру на Подолі.

## Зміна цільового призначення будівлі

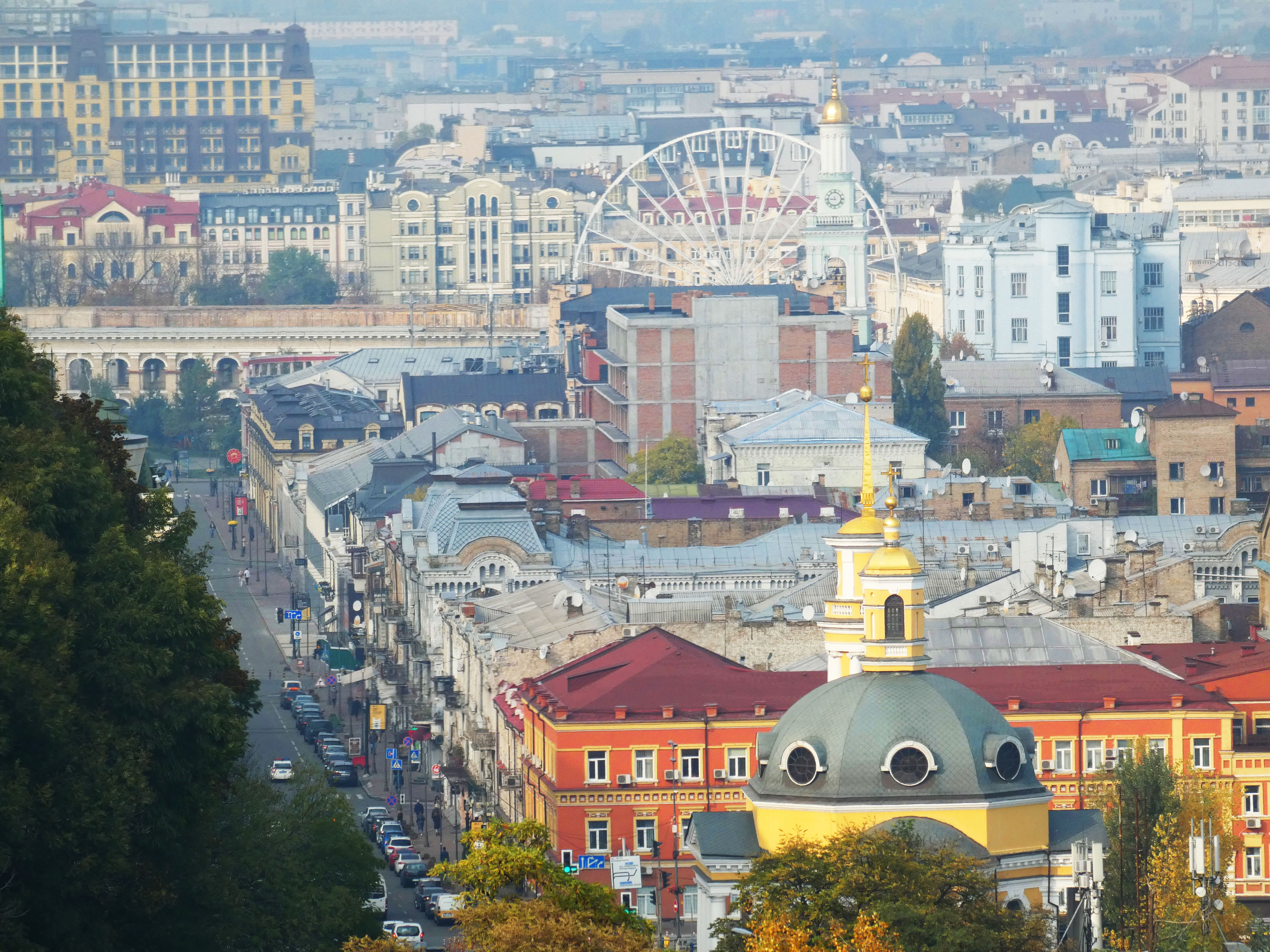
7-поверхова будова (перед оглядовим колесом) — нова домінанта кварталу. У верхньому лівому кутку — «Потвора на Подолі»

Первісно мова йшла про зведення ділового центра. Натомість «Saga Development», не маючи відповідних дозволів, збудувала семиповерховий ЖК «Saga City Space», в якому розпочала продаж 21 житлового приміщення вартістю від 88 тисяч гривень за один квадратний метр. Обійти закон забудовнику вдалось завдяки підміні понять. На офіційному сайті оголошено про продаж «апартаментів», а не «квартир». За державними будівельними нормами, апартамент — номер, призначений для відпочинку. А квартири — для постійного проживання. До того ж, це знімає із забудовника обов'язки облаштування зелених зон, дитячих майданчиків тощо.
Архітектори охарактеризували це житло як «щось [середнє] між готелем і квартирами». Таке помешкання орієнтоване на мобільних людей, які ведуть ледь не «кочовий спосіб життя».

## Архітектура

Нічне підсвічування

Комплекс із двох частин спроєктований архітектурним бюро Олега Дроздова. У пішохідній зоні Подолу, на червоній лінії  розташований триповерховий будинок, запланований під комерційні приміщення, а в подвір'ї — семиповерхова житлова будівля. За висновками історико-містобудівного обґрунтування 2018 року, на вулиці Сагайдачного дозволяється гранична висота на 3 поверхи (до 12 метрів) і в подвір'ї на 7—8 поверхів (до 28 метрів).
Венеційська хартія з охорони й реставрації нерухомих пам'яток і визначних місць 1964 року застерігає від забудови європейських міст спорудами у псевдоісторичному стилі. У пункті 9 Хартії зазначено, що будь-які зміни і доповнення повинні «відрізнятися в архітектурній формі пам'ятки і нести ознаки нашого часу». Віденський меморандум «Всесвітня спадщина та сучасна архітектура — управління історичним міським ландшафтом» так само виступає проти псевдоісторичного проєктування, оскільки воно спотворює як історію, так і сучасність.
Архітектори, спираючись на ці стандарти, не стали зводити будівлю у стилі «фальшивої історії», як сусідній будинок № 16-а. За словами Олега Дроздова, вони намагалися вписатись в архітектурний ансамбль історичної вулиці, відтворити ритміку розташованих ліворуч кам'яниць XIX століття (№ 22/1), вибудувати з ними діалог «масштабів, ритмів», «але без прямих цитат». Однак задум до кінця не реалізували, оскільки ці історичні будинки завісили банерами, а реконструкцію заморозили на тривалий час.
Перший корпус, який збудували у липні 2020 року, вирішений у формах концептуальної сучасної архітектури. Будівля цегляна. Фасад двошаровий. Ефект прозорості досягли завдяки перфорованій цегляній кладці, змурованій перед скляною конструкцією. У вечірній час будівля підсвічується, внаслідок чого її вигляд змінюється.
У глибині подвір'я зводиться семиповерхова житлова будівля. У ній розташований 21 апартамент площею від 41 до 157 квадратних метрів.